# 加泰罗尼亚统一社会党
加泰罗尼亚统一社会党（缩写为PSUC）是西班牙加泰罗尼亚的一个已不存在的共产主义政党。该党成立于1936年7月23日，由西班牙工人社会党加泰罗尼亚联合会、加泰罗尼亚共产党（西班牙共产党的分支）、加泰罗尼亚社会主义联盟、无产阶级加泰罗尼亚党合并而成。它的意识形态是共产主义、马克思列宁主义。它曾是共产国际的成员。该党于1997年并入为了加泰罗尼亚倡议。